# Визнер, Томаш
Томаш Визнер (чеш. Tomáš Wiesner; родился 17 июля 1997 года в городе Прага, Чехия) — чешский футболист, защитник клуба «Спарта» и сборной Чехии.

## Клубная карьера
Визнер — воспитанник клубов «Гордич» и пражской «Спарты». В 2016 году для получения игровой практики Томаш был отдан в аренду в «Селье и Белло». 16 ноября в матче против «Зноймо» он дебютировал во Второй лиге Чехии. 30 июля 2017 года в поединке против соколовского «Баника» Томаш забил свой первый гол за «Селье и Белло». В начале 2018 года Визнер был арендован либерецким «Слованом». 3 марта в матче против «Карвины» он дебютировал в Первой лиге. По окончании аренды Визнер вернулся в «Спарту». 22 октября в матче против «Млады-Болеслав» он дебютировал за основной состав.
В начале 2019 года Визнер был арендован «Младой-Болеслав». 2 марта в матче против «Словацко» он дебютировал за новый клуб. В начале 2021 года Визнер вернулся в «Спарту». 3 апреля в поединке против «Теплице» Томаш забил свой первый гол за команду.

## Карьера в сборной
5 сентября 2021 года в отборочном матче чемпионата мира 2022 против сборной Бельгии Визнер дебютировал за сборную Чехии.

## Статистика выступлений за сборную
| Матчи за сборную Чехии | Матчи за сборную Чехии | Матчи за сборную Чехии | Матчи за сборную Чехии | Матчи за сборную Чехии | Матчи за сборную Чехии  | Матчи за сборную Чехии |
| ---------------------- | ---------------------- | ---------------------- | ---------------------- | ---------------------- | ----------------------- | ---------------------- |
| №                      | Дата                   | Оппонент               | Счёт                   | Голы                   | Соревнование            |                        |
| 1                      | 5 сентября 2021        | Бельгия                | 0:3                    | -                      | Отборочный матч ЧМ-2022 |                        |
| 2                      | 8 октября 2021         | Уэльс                  | 2:2                    | -                      | Отборочный матч ЧМ-2022 |                        |
| 3                      | 11 октября 2021        | Беларусь               | 2:0                    | -                      | Отборочный матч ЧМ-2022 |                        |